# Historia Republiki Weneckiej

Widniejący na fladze Wenecji lew św. Marka był przez wieki symbolem niezależnej Republiki

Historia Republiki Weneckiej obejmuje ponad tysiąc lat istnienia (726–1797) mniej lub bardziej niezależnego państwa, którego centrum było bogate włoskie miasto handlowe – Wenecja. W tym czasie Republika Wenecka jako państwo wyrosła z peryferyjnego ośrodka położonego na krańcu Adriatyku w największą potęgę handlową i morską Europy. Ewolucja tego państwa mimo tak długiej historii i licznych zmian organizacyjnych przebiegała przez cały czas w ramach ustroju republikańskiego, co czyni je najdłużej istniejącą republiką w historii.

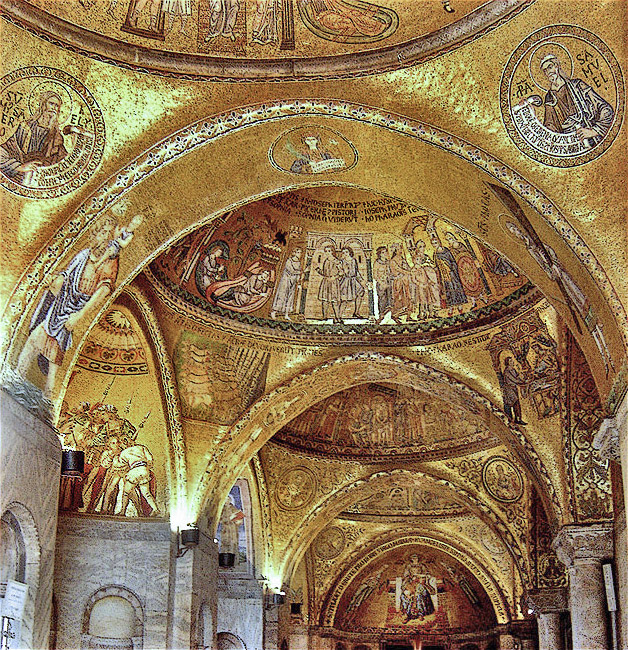
Wnętrze najważniejszej świątyni weneckiej – Bazyliki św. Marka zdradza silne więzy, jakie w przeszłości łączyły Wenecję z Bizancjum

## Powstanie Wenecji i początki Republiki (VIII–X wiek)
Wenecja, jako miasto została założona w roku 452 przez uciekinierów z sąsiedniej Akwilei, którzy postanowili wśród bagien i wysp schronić się przed najazdami barbarzyńców, nękających upadające Cesarstwo Rzymskie. Położenie w bezpiecznym, ale również ważnym strategicznie miejscu dało Wenecjanom możliwość znacznej samodzielności. Mimo to Wenecja wraz z całą Italią znalazła się w V wieku pod panowaniem Ostrogotów, a za Justyniana I została włączona do restaurowanego pod egidą Bizancjum Cesarstwa Rzymskiego. Gdy po śmierci Justyniana (565) Bizancjum podupadło, Italię zaatakowali najpierw Longobardowie, a w VII wieku także Słowianie. Wenecja, jako jedno z nielicznych miast Italii stawiało opór najeźdźcom. Z tym okresem związane są legendy o powołaniu pierwszego doży (697), którego zadaniem było zorganizowanie obrony laguny, na której leżały Wenecja i otaczające ją miasta. Miał nim być Paoluccio Anafesto, którego do dziś uważa się za postać na w pół legendarną. Pierwszym historycznie potwierdzonym dożą (księciem) Wenecji był panujący w pierwszej połowie VIII wieku Orso Ipato i z nim nowsze badania historyczne wiążą powstanie Republiki Weneckiej, uznając datę 726 za początek jej historii. Miasto wciąż podlegało wówczas władzy Konstantynopola, jednak wpływy bizantyńskie sukcesywnie słabły. Na początku IX wieku miasto stało się widownią ostrej rywalizacji między Bizancjum a cesarstwem zachodnim, odrodzonym przez Franków pod wodzą Karola Wielkiego. Wenecja dostała się wówczas przejściowo pod władzę Imperium Karolińskiego, jednak ostatecznie w podpisanym między obydwoma cesarstwami porozumieniem, zwanym pokojem Nicefora (814) uznano nad miastem zarówno supremację bizantyjską, jak i rzymską. W praktyce było to zwycięstwo dyplomatyczne ówczesnego doży, Angelo Participazio, który zyskał faktyczną niezależność pomiędzy obydwoma potęgami. W historiografii często przyjmuje się rok 815 jako początek istnienia niezależnego państwa weneckiego, choć Bizancjum samorządność Republiki uznało dopiero w roku 887. W ciągu kolejnych wieków (IX–XI) Republika Wenecka stała się ważnym centrum handlu między Europą Zachodnią a Bizancjum i Azją. Zawdzięczała tę pozycję w znacznej mierze dzięki przywilejom nadawanym przez cesarzy bizantyjskich. Najważniejszym z nich był przywilej Aleksego I z roku 1082, który pozwalał Wenecjanom utrzymywać w miastach bizantyjskich swoje składy zwane fondachi. W tym też czasie Wenecja podporządkowała sobie szereg miast i wysp Dalmacji, pokonując licznych wówczas korsarzy iliryjskich i wypierając z tego regionu wpływy Konstantynopola. Wzrost znaczenia Republiki znalazł wyraz w tytulaturze weneckiego doży, który od roku 1004 przyjął tytuł księcia Wenetów i Dalmatów.

## Wzrost znaczenia Wenecji w dobie krucjat (XI–XIII wiek)
Nowy rozdział w historii Wenecji rozpoczął się wraz z powstaniem ruchu krucjatowego. Dysponująca znaczną flotą Wenecja stała się ważnym partnerem dla wodzów kolejnych wypraw krzyżowych. Mieszczanie weneccy wykorzystali swą pozycję w bardzo pragmatyczny sposób: transport rycerstwa na wschód był słono opłacany, ponadto Wenecjanie zagwarantowali sobie liczne przywileje handlowe i udział w łupach. Powstanie Królestwa Jerozolimskiego i innych państw krzyżowców ożywiło wymianę handlową z Lewantem. W handlu tym Wenecja zajęła wkrótce pierwsze miejsce. Wzrost znaczenia Wenecji na arenie międzynarodowej uwidocznił się w roku 1177, gdy doża Sebastiano Ziani stał się mediatorem między cesarzem Fryderykiem Barbarossą a papieżem Aleksandrem III i Ligą lombardzką. Zawarty wówczas w Wenecji pokój zakończył schizmę kościelną na Zachodzie. W uznaniu zasług weneckiego doży papież Aleksander III podarował mu złoty pierścień jako symbol panowania Wenecji nad morzem. Tradycja wiąże z tym wydarzeniem tzw. „zaślubiny z morzem” – coroczne święto, jakie obchodzono w Republice aż do końca jej istnienia.

### IV krucjata i jej następstwa

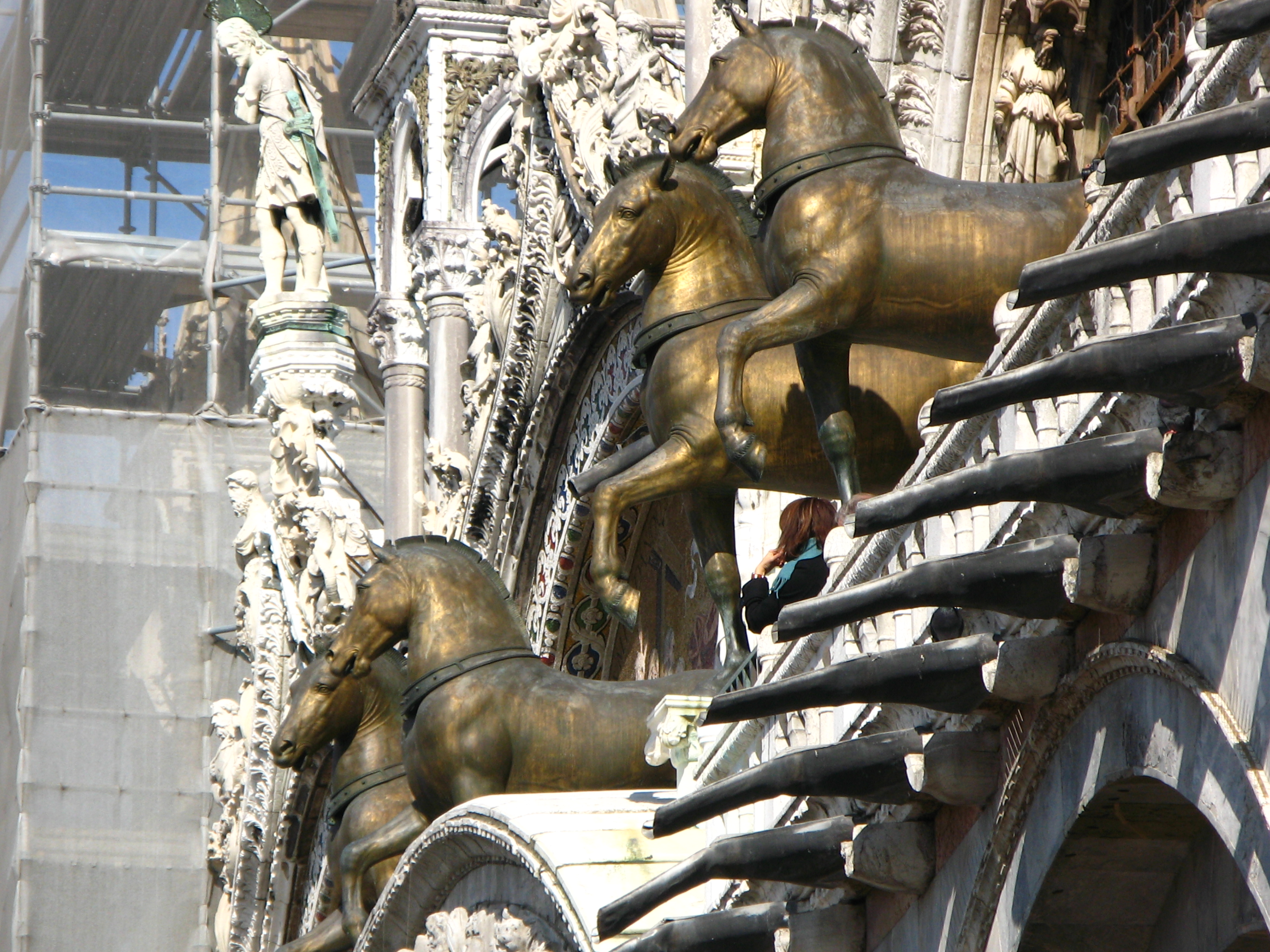
Konie św. Marka zrabowane z Konstantynopola w roku 1204

Już wkrótce handlowa potęga Wenecji pociągnęła za sobą ekspansję terytorialną. Nabrała ona rozmachu za rządów wybitnego, choć okrytego złą sławą doży Enrico Dandolo (1192–1205). Dandolo podpisał z wodzami IV krucjaty umowę w wyniku której, w zamian za transport i zaopatrzenie, Wenecja miała otrzymać oprócz gotówki połowę zdobytych przez krzyżowców terytoriów. Ponieważ rycerstwo nie było w stanie opłacić wygórowanych żądań finansowych Wenecjan, Dandolo zaproponował żołnierzom w ramach spłaty atak na zbuntowane przeciw Republice miasto Zarę. Mimo potępienia tego projektu ze strony papiestwa doszło do zdobycia i złupienia przez krzyżowców tego chrześcijańskiego miasta. Zachęcony tym sukcesem doża postanowił wykorzystać swą kontrolę nad transportem by skierować krzyżowców ponownie w pożądanym przez siebie kierunku. Już wcześniej Enrico zawarł ugodę z sułtanem Egiptu z dynastii Ajjubidów, któremu w zamian za przywileje handlowe obiecał oddalenie zagrożenia ze strony krzyżowców. Tymczasem w obozie krzyżowców w Zarze pojawili się wysłannicy Aleksego Angelosa, wygnanego pretendenta do tronu Bizancjum. Zaoferował on krzyżowcom i Wenecji liczne korzyści finansowe, oraz unię kościelną z Rzymem, w zamian za pomoc w odzyskaniu tronu. Krzyżowcy namawiani przez dożę oraz dyplomację niemiecką (gdzie udał się Aleksy w poszukiwaniu pomocy) zgodzili się na atak na Konstantynopol. Przywrócony do władzy Aleksy nie był jednak w stanie spełnić swych zobowiązań, wkrótce więc łacinnicy zdobyli ponownie miasto i utworzyli w nim Cesarstwo Łacińskie, a na opanowanych terenach europejskiej części Bizancjum powstały państwa krzyżowe. Jednak największym beneficjentem tej wyprawy i upadku Bizancjum stała się Wenecja, która całkowicie zdominowała handel w regionie i w ciągu kilku lat opanowała rozliczne miasta i wyspy strzegące drogi z Wenecji do Konstantynopola. Władzę Wenecji uznać musiały Wyspy Jońskie (1209), peloponeskie porty Koron i Modon (1206), Cyklady (1207), Eubea (1211) i Kreta (1212), a także niektóre porty nad cieśniną Dardanele i Morzem Marmara. Do Wenecji trafiły wówczas liczne łupy, w tym wspaniałe dzieła sztuki zrabowane w Konstantynopolu, ze słynnymi końmi z konstantynopolitańskiego Hipodromu na czele. Przejawem wzrostu potęgi Wenecji było rozpoczęcie w 1284 roku wybijania złotego dukata, który stał się ważną monetą obiegową wszędzie tam gdzie sięgały wpływy weneckiego handlu i który był wybijany aż do ostatecznego upadku Republiki w końcu XVIII wieku.

### Początek wojen z Genuą
Bezwzględna supremacja Wenecji we wschodniej części Morza Śródziemnego została podważona po upadku Cesarstwa Łacińskiego (1261). Odrestaurowane Bizancjum poczęło energicznie wspierać wrogich Wenecji Genueńczyków nadając im w traktacie w Nifeo szerokie przywileje i dostęp do Morza Czarnego, a nad samym Bosforem oddając im silną bazę w postaci Galaty. Między obydwiema republikami (Wenecją i Genuą) doszło na tle rywalizacji handlowej do licznych wojen. Jedna z poważniejszych wybuchła pod koniec XIII wieku, za rządów doży Pietro Gradenigo, a jej przyczyną było zamknięcie przez Wenecję dostępu do Adriatyku obcym okrętom. W trakcie tej wojny doszło 8 września 1298 roku do bitwy przy wyspie Curzola, w której Wenecjanie ponieśli klęskę. Mimo zwycięstwa militarnego Genueńczycy z powodu sporów wewnętrznych nie byli w stanie kontynuować wojny. W konsekwencji Genua uznać musiała prymat Wenecji na Adriatyku, natomiast Wenecjanie uznali pierwszoplanową rolę Genui w Ligurii i zachodniej części Morza Śródziemnego.

## Republika Wenecka w późnym średniowieczu (XIV–XV wiek)
Przemiany polityczne i destabilizacja północnych Włoch po upadku wpływów cesarskich w Italii (wielkie bezkrólewie 1254–1273), zmusiły Wenecjan do wzmożonej aktywności politycznej na swym lądowym zapleczu – Nizinie Padańskiej. Już w latach 1308–1311 Republika wzięła udział w wojnie o Ferrarę, natomiast w latach 1331–1338 walczyła przeciw agresji rodu Scaligieri z Werony. By zabezpieczyć się od strony lądu, rządzący Republiką oligarchowie postanowili opanować najbliższe Wenecji tereny nadpadańskie. Pierwszą zdobyczą Wenecji w tym regionie było Treviso zajęte w roku 1339.
Przez niemal cały wiek XIV trwały również zmagania Wenecjan na morzu. Od roku 1340 rozpoczął się ciąg wojen z Genuą o prymat w handlu śródziemnomorskim. W tym samym czasie posiadłości weneckie w Dalmacji zaatakowali Węgrzy. Król Węgier Ludwik I Wielki chciał uzyskać dogodny dostęp do Adriatyku w celu zapewnienia komunikacji z Neapolem, do którego zgłaszał pretensje jako potomek tamtejszych Andegawenów. Wojna ta, dla przyzwyczajonych do walki na morzu Wenecjan, zakończyła się ich klęską, a pokój zawarty w Zadarze w roku 1358 potwierdzał zdobycze węgierskie w Dalmacji.

### Wojny z koalicją antywenecką
Porażka w wojnie z Węgrami zachęciła innych wrogów Republiki do podjęcia walki z jej supremacją w handlu. Powstała koalicja antywenecka zainicjowana przez Genuę, a weszli do niej władcy Padwy, książęta austriaccy i patriarcha Akwilei. Otwarta wojna toczyła się ze zmiennym szczęściem w latach 1364–1373. Towarzyszyły jej bunty na Krecie i w zajętym w tym czasie przez Wenecjan Trieście. Po kilku latach rozejmu wojna rozgorzała od nowa ze zdwojoną siłą w roku 1378, gdy wybuchł spór między Genuą a Wenecją o Tenedos – małą, ale ważną strategicznie wysepkę w pobliżu Dardaneli. Mimo początkowych sukcesów (bitwa pod Anzio), wojna przybrała dla Wenecji bardzo niekorzystny obrót gdy flota genueńska rozbiła 7 maja 1379 roku siły weneckie w bitwie pod Pulą. Po klęsce tej sama Wenecja znalazła się w zagrożeniu, gdy koalicjanci zajęli Chioggię – niewielki port strzegący drogi do samej stolicy (sierpień 1379).
W tej ciężkiej sytuacji miasto nałożyło na swych obywateli specjalne podatki, powołano pod broń nawet duchownych i rozpoczęto rozpaczliwe pertraktacje z koalicją. Wkrótce zabiegi te dały rezultaty i 21 czerwca 1380 roku w bitwie pod Chioggią flota wenecka pokonała genueńską i odbiła ten ważny port, a wkrótce również część innych utraconych miast i portów. W sierpniu 1381 roku zawarto kompromisowy pokój w Turynie. Na jego mocy Wenecja ostatecznie zrzekła się Dalmacji na rzecz Węgier, kilku miast na rzecz Austrii, a Triest pozostawiła pod władzą patriarchy Akwilei. Republika zobowiązała się też przez 10 lat nie konkurować w handlu czarnomorskim z Genuą. Mimo tych wszystkich koncesji wobec wrogów Wenecja zachowała swoje imperium handlowe i pierwszoplanową rolę na Morzu Śródziemnym.

### Podbój Terrafermy
Koniec wieku XIV przyniósł z kolei liczne wojny w północnych Włoszech. Rządzący Mediolanem Gian Galeazzo Visconti rozpoczął budowę silnego państwa kosztem swych sąsiadów. Wywołało to w latach 1388–1402 nieprzerwany ciąg wojen między Mediolanem, Padwą, Mantuą, Ferrarą i Wenecją. Przy czym koalicje były bardzo zmienne, a ich ofiarą padały mniejsze miasta, które nie były w stanie obronić się przed większymi potęgami. Śmierć ambitnego Viscontiego w roku 1402 położyła kres hegemonii Mediolanu, natomiast wojna Wenecji z Padwą w latach 1405–1406 doprowadziła do upadku tej ostatniej. Dzięki zwycięstwom nad Mediolanem i Padwą pod władzą Wenecji znalazły się m.in.: Padwa, Vicenza, Werona, Brescia, Bergamo, Rawenna, Faenza, Cremona, Friuli. Posiadłości te utworzyły tzw. Terrafermę – zaplecze lądowe miasta. Natomiast dzięki problemom dynastycznym jakie pojawiły się na Węgrzech po śmierci Ludwika Wielkiego (1382) udało się Republice Weneckiej, zarówno zbrojnie, jak i drogą dyplomacji, odzyskać większość utraconych terenów w Dalmacji (1387–1409).

### Wojny z Mediolanem
Pierwsza połowa XV wieku upłynęła na kolejnych wojnach z Księstwem Mediolanu, co zaowocowało przesunięciem punktu ciężkości polityki weneckiej ze wschodu ku interesom włoskim. Było to spowodowane agresywną polityką mediolańskiego księcia Filippo Marii Viscontiego (1412–1447), który zajął Brescię i Bergamo uznawane za strefę weneckich wpływów. Nowy doża wenecki od 1423 roku, Francesco Foscari zaangażował Republikę Wenecką w walkę o hegemonię w północnych Włoszech. W roku 1425 zawarł sojusz z Florencją i Sabaudią skierowany przeciw Viscontiemu. Przyjął jednocześnie na służbę wenecką znanego kondotiera Francesco Bussone di Carmagnola, którego oddalił wcześniej Filippo Maria. Pod jego dowództwem w kolejnym roku wojska weneckie zdobyły Brescię, a 11 października 1427 roku w bitwie pod Maclodio dowodzący sprzymierzonymi wojskami Bussone pokonał armię mediolańską. Jednak późniejsze knowania kondotiera, który ponownie planował powrócić na służbę mediolańską, spowodowały utratę zaufania Wenecjan. Rada Dziesięciu Republiki rozkazała uwięzić dowódcę i skazała go na śmierć (5 maja 1432). Rok później zawarto w Ferrarze pokój z Mediolanem, w którym Wenecja potwierdziła swoje prawa do Brescii i Bergamo. Pokój nie był jednak trwały i walki między Mediolanem a Wenecją i jej sojusznikami: Florencją i Mantuą, trwały z niewielkimi przerwami nadal. Wenecja wyszła z nich zwycięsko i w 1441 zawarto kolejny pokój, w którym Wenecja otrzymała wszystkie posiadłości mediolańskie na wschód od rzeki Adda. Granica ta okazała się bardzo trwała, choć pokój, który ją ustalił był bardzo kruchy. Wojna wybuchła ponownie już w roku 1442, a po stronie Mediolanu stanęły teraz papiestwo oraz władca Aragonii i Neapolu, Alfons V. Republika odpowiedziała zawarciem ligi obronnej z Bolonią i Florencją (1444) i przyjęciem na żołd Francesco Sforzy, kolejnego byłego kondotiera Mediolańczyków i jednocześnie zięcia Filippo Marii Viscontiego. Sojusz Wenecji odniósł wkrótce spore sukcesy, podczas gdy wsparcie jakiego oczekiwał Visconti z Francji lub ze strony cesarza pozostawało w sferze deklaracji. Gdy w 1445 wojska weneckie podeszły niemal pod mury Mediolanu, rozpoczęły się rokowania pokojowe. Wenecja była u szczytu powodzenia w północnych Włoszech i usiłowała narzucić swą hegemonię całej Lombardii. W trakcie rokowań doszło jednak do śmierci Filippo Marii (1447) i w Mediolanie ustanowiono republikę, co miało skomplikować sytuację w regionie. Władzę po Viscontich postanowił objąć Sforza, który porzucił służbę wenecką i rozpoczął walkę o uznanie praw swojej żony do Księstwa Mediolanu. Sforza dzięki pośrednictwu władcy Florencji Cosimo de’ Medici zawarł w listopadzie 1447 roku układ z Wenecją uzyskując od niej Lodi i Piacenzę. Gdy jednak wkrótce zdobył również Cremonę Wenecjanie postanowili usunąć groźnego rywala z Lombardii. Konfrontacja z wojskami mediolańskimi, którymi dowodził Sforza nastąpiła w bitwie pod Caravaggio 14 września 1448. Wenecjanie ponieśli w tej krwawej bitwie dotkliwą klęskę i jedynym wyjściem było szukać porozumienia z ambitnym Sforzą. Kondotier zgodził się uznać nabytki weneckie w Lombardii z poprzednich wojen w zamian za pomoc w obaleniu republiki w Mediolanie i uznanie go władcą tego miasta. Porozumienie zostało w pełni zrealizowane po przejęciu przez Sforzę władzy w Mediolanie w roku 1450. Były kondotier ze swej strony wypełnił również warunki umowy i po kolejnym starciu między Wenecją i Mediolanem podpisał trwały pokój w Lodi (9 kwietnia 1454).

### Wenecja aTurcy osmańscyw XV wieku

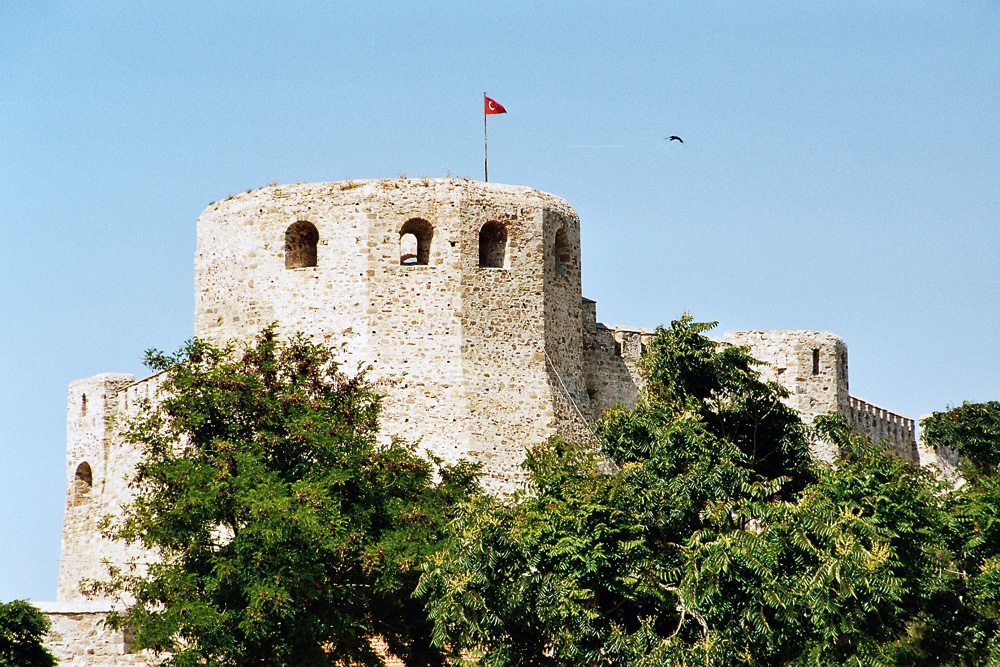
Forteca wenecka na wyspie Tenedos (obecnie turecka Bozca) była ważną bazą u wejścia do Dardaneli

Zaangażowanie się Wenecji w rywalizację państewek włoskich osłabiło jej pozycję na szerszej scenie politycznej Europy i przyczyniło się do zaniedbania ze strony Republiki problemu zagrożenia tureckiego. Wzrost potęgi i aktywności Turków niepokoił Wenecjan, jednak z drugiej strony antagonizm z Bizancjum i rywalizacja z Genuą często oddalały Republikę od działań antytureckich. Stąd Republika starała się zabezpieczyć swój handel i stan posiadania na Wschodzie także poprzez układy z sułtanami tureckimi. Przyczyną tej polityki był również fakt relatywnej słabości Wenecji wobec potęgi Turków. Republika dysponowała wprawdzie silną flotą (w maju 1416 roku pokonała ona flotę turecką nieopodal Gallipoli), ale na lądzie nie miała szans w walce z zaprawionymi w boju oddziałami Osmanów. Ponadto siły lądowe Wenecji, niemal wyłącznie zaciężne, były w tym czasie stale zaangażowane w wojnach z Mediolanem. W roku 1419 podpisano traktat między Wenecją a sułtanem Mehmedem I, który potwierdzał stan posiadania Republiki na Wschodzie, zobowiązując jednocześnie Wenecję do płacenia Osmanom haraczu w zamian za nieatakowanie jej posiadłości w Albanii i na Peloponezie. Nie uchroniło to jednak wielu weneckich posiadłości od agresji tureckiej. Gdy w roku 1423 podupadające Bizancjum odsprzedało Wenecji ważne miasto Thessaloniki, Turcy niemal od razu postanowili je odbić z rąk Włochów. Po długim i krwawym oblężeniu Wenecjanie musieli w 1430 skapitulować i oddać Muradowi II to największe po Konstantynopolu greckie miasto. Działania zbrojne przeciw Mediolanowi uniemożliwiły również wysłanie obiecanej pomocy Węgrom w roku 1444, co przyczyniło się do klęski chrześcijan pod Warną. Skutkiem tego już wkrótce były ataki osmańskie na weneckie posiadłości w Albanii i Dalmacji (1447–1448). Odpowiedzią Republiki na te ataki było fortyfikowanie miast i wysp w regionach zagrożonych, a także wysłanie korpusu obronnego do Konstantynopola, gdzie Wenecjanie walczyli z Turkami w roku 1453 u boku Greków i Genueńczyków. Nie zapobiegło to jednak upadkowi Konstantynopola, dlatego natychmiast po zdobyciu Drugiego Rzymu przez Turków wenecka Signoria wysłała do zwycięskiego Mehmeda II swego ambasadora, Bartolomeo Marcello z propozycją pokoju. Musiał on wyjaśnić udział swych rodaków w obronie Bizancjum i przekonać Turków o życzliwości Republiki. Efektem jego rozmów był tzw. „dobry pokój” zawarty w 1454. Pozwolił on Wenecjanom na swobodny handel w całym regionie i na zawijanie do portów tureckich. Jednak wzrost potęgi Turków osmańskich miał stać się dla Wenecji głównym problemem polityki zagranicznej na czas kilku stuleci i być jedną z głównych przyczyn schyłku świetności Republiki. Pokój był zresztą nieustannie łamany przez Turków, którzy wciąż poszerzali swoje posiadłości – także kosztem Wenecji. W drugiej połowie XV wieku Imperium Osmańskie rozpoczęło rozwijać silną flotę wojenną, co stało się dla Wenecji źródłem wielu kłopotów i umożliwiło Turkom ataki na wyspiarskie posiadłości Republiki, a nawet atak na Italię (zdobycie i zniszczenie Otranto w 1480). Wenecja straciła w tym czasie niemal wszystkie posiadłości w Grecji i Albanii: Eubeę (1470), Kefalinię (1479), Modon (1500). Mimo tego Republika wciąż stawiała silny opór potędze osmańskiej stając się jedną z barier broniących Zachodu przed turecką inwazją.

### ZdobycieCypru(1489)
Rządzone przez dynastię de Lusignan Królestwo Cypru było jednym z ostatnich państw krzyżowych Lewantu. Znajdująca się na ważnych szlakach handlowych wyspa była miejscem długoletniej rywalizacji handlowej pomiędzy Genuą a Wenecją. Pokój Turyński z 1381 roku zmusił wprawdzie Wenecję do usunięcia się z wyspy, jednak w późniejszych latach wpływy weneckie zostały odbudowane. W XV wieku pozycja Cypru osłabła i w 1426 musiał on uznać zwierzchność Egiptu mameluków. Słabnące królestwo było coraz bardziej zależne od weneckich i genueńskich kupców i ich flot. Dodatkowo w drugiej połowie XV wieku wyspę dotknął kryzys dynastyczny: król Jan II nie miał prawowitego syna i następcy. Po jego śmierci (1458) Wenecjanie wsparli jego nieślubnego syna Jakuba Bastarda. Po jego ostatecznym zwycięstwie w 1464 roku Genueńczycy zostali wygnani, a na wyspie umocnili się Wenecjanie. Sojusz scementował ślub nowego króla z Wenecjanką, Katarzyną z wpływowego rodu Cornaro (1472). Małżeństwo trwało krótko: król zmarł w roku następnym pozostawiając brzemienną żonę. Królowa rządziła jako regentka w imieniu wkrótce narodzonego syna, Jakuba III, a po jego rychłej śmierci (1474) utrzymała się na tronie samodzielnie. Wpływy jej rodaków w królestwie systematycznie rosły, aż w roku 1489 Katarzyna odsprzedała Wenecji prawa do Cypru i wróciła do ojczyzny. Niedawne królestwo stało się obok Krety najważniejszą kolonią Wenecji na Morzu Śródziemnym.

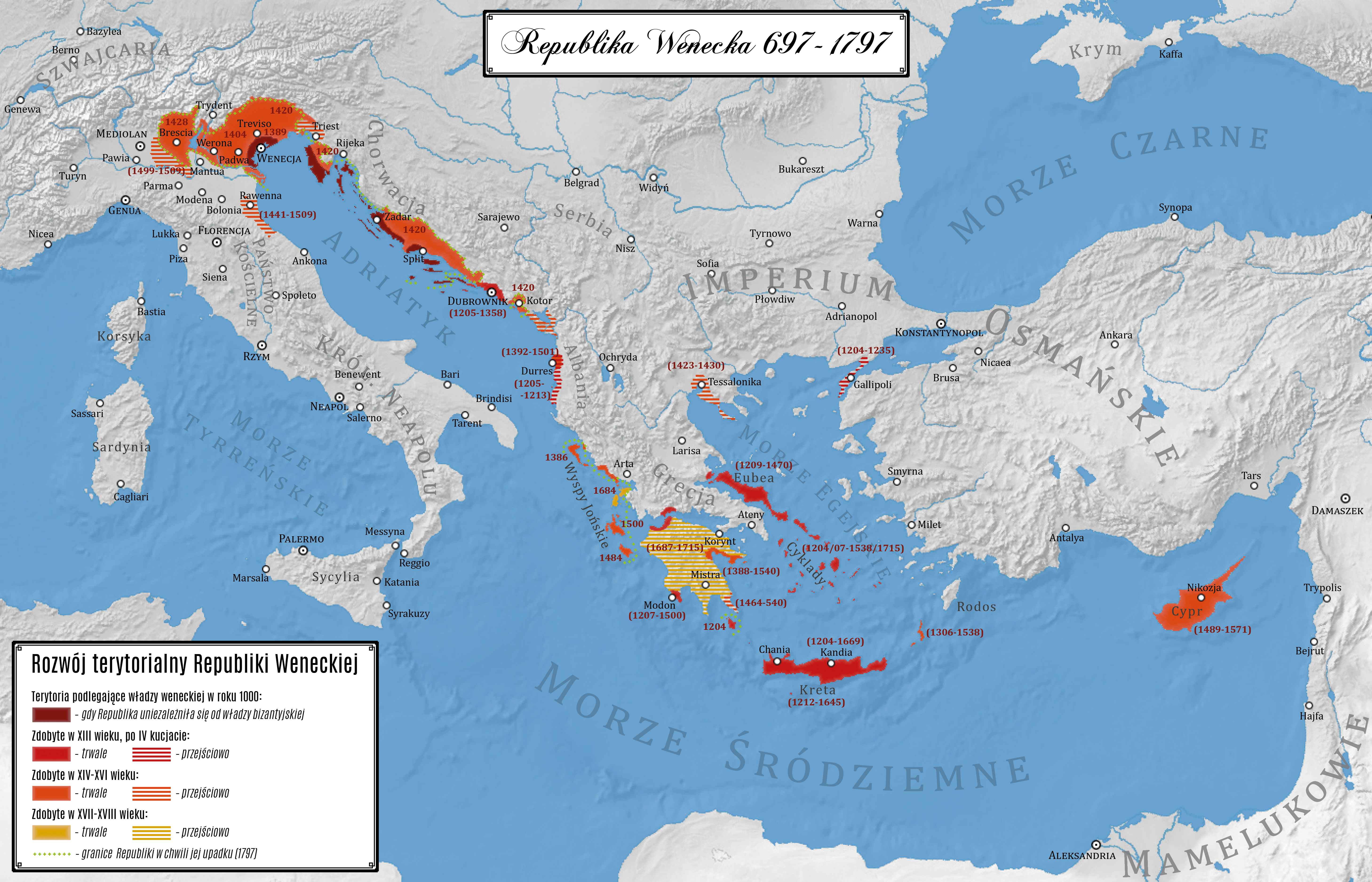
Rozwój terytorialny Republiki Weneckiej

## Republika Wenecka w dobie wojen włoskich (1494–1530)
Liczne wojny w Italii, w jakich brała udział Republika Wenecka w XV wieku były konfliktami wewnątrzwłoskimi, a Wenecja odgrywała w nich wiodącą rolę. Sytuacja zmieniła się diametralnie gdy do rywalizacji między włoskimi państwami zostały wciągnięte obce mocarstwa: najpierw Francja, potem również Hiszpania i Austria. Konflikt, jaki wybuchł w roku 1494 stał się początkiem serii wojen o hegemonię w Europie, w której państwa włoskie zostały zepchnięte do drugorzędnej roli lokalnych sojuszników. Republika Wenecka była tu wyjątkiem, a jej ambicje i potencjał stawiały ją w szeregu najważniejszych partnerów politycznych. Mimo tego z biegiem czasu rola polityczna Republiki, jak i wszystkich państw włoskich wyraźnie osłabła.

### Początek wojen włoskich (1494–1508)
Latem 1494 roku król Francji Karol VIII postanowił podjąć swoje prawa do korony Neapolu i zachęcony przez regenta Mediolanu, Ludovico il Moro, wkroczył do Italii. Wojska francuskie przekroczyły Alpy wyposażone w najnowocześniejszą ówcześnie artylerię i wspierane przez budzącą postrach najemną piechotę szwajcarską. Atak ten zakończył okres 40-letniego względnego pokoju, jakim cieszyły się Włochy od czasu pokoju w Lodi (1454). Marsz wojsk francuskich okazał się pasmem sukcesów: słabe państewka włoskie ulegały wyborowym wojskom Karola VIII lub same przechodziły na jego stronę. 22 lutego 1495 roku król Francji wkroczył do Neapolu. Całej Italii groziła supremacja francuska. Neutralna dotychczas Wenecja pierwsza przystąpiła do organizacji antyfrancuskiej koalicji. 31 marca 1495 roku doszło do zawarcia antyfrancuskiej Ligi w Wenecji z udziałem Republiki, papieża, Mediolanu oraz zaniepokojonych wzrostem potęgi francuskiej Maksymiliana Habsburga i Ferdynanda Aragońskiego. Zagrożone odcięciem od Francji wojska francuskie, obładowane licznymi łupami, w maju 1495 roku ruszyły z powrotem na północ. W tym czasie przeciw Francji wystąpiła również Genua. Wojska sprzymierzonych zastąpiły drogę Karolowi VIII i wydały 6 lipca bitwę pod Fornovo. Mimo trzykrotnej przewagi liczebnej zjednoczone armie włoskie nie zdołały rozbić wojsk francuskich. Odzyskano wprawdzie liczne łupy zagrabione przez Francuzów, jednak główne siły królewskie zdołały w zwartym szyku opuścić Italię. W październiku tego samego roku Mediolan podpisał z Francją pokój. Trwały natomiast nadal walki w Neapolu, gdzie przeciw pozostawionym garnizonom francuskim walczył król Ferdynand II. Wenecjanie pomogli pokonać siły francuskie, za co otrzymali kilka portów na południu Włoch: Brindisi, Otranto, Monopoli i Trani. Karol VIII nie zrezygnował ze swych pretensji do Neapolu, jednak jego przygotowania do nowej wyprawy przerwała śmierć (1498).
Nowym królem Francji został kuzyn Karola VIII – Ludwik XII, który do odziedziczonych pretensji do Neapolu, dołożył po swej babce Walentynie Visconti własne – do Mediolanu. Tym razem Francuzi chcieli jednak zabezpieczyć się na wypadek powstania kolejnej koalicji i za pomocą obietnic przeciągnęli członków niedawnej ligi na swoją stronę. Także Wenecja znalazła się w obozie francuskim w zamian za przyznanie jej Cremony i korzystnej granicy w Lombardii. Ludwik il Moro usiłował przeciw Wenecji zwrócić zarówno Neapol, jak i nawet Turków. Ich interwencja w Friuli niewiele jednak zmieniła i wspólny atak francusko-wenecki zmusił Sforzę do ucieczki. 6 października 1499 Ludwik XII tryumfalnie wkroczył do Mediolanu. Następnie zaś dokonał wspólnie z Hiszpanami rozbioru Królestwa Neapolu. Tu jednak doszło do szybkiego zerwania sojuszu i z całą siłą wybuchł konflikt hiszpańsko-francuski. W zmaganiach tych coraz mniejszą rolę odgrywały państwa włoskie i tylko Wenecja zachowała silną pozycję. Gdy w wyniku poparcia francuskiego papież Aleksander VI zdołał wykroić w środkowych Włoszech państwo dla swego syna – Cezara Borgii, Wenecja zdobyła należące formalnie do Państwa Kościelnego Cervię i Rawennę, a w Toskanii wsparła Pizę przeciw Florencji. Kolejnym sukcesem Wenecji było odparcie najazdu cesarza Maksymiliana, któremu Wenecjanie – jako sojusznicy Francji – odmówili przemarszu wojsk. Zwycięskie wojska weneckie pod wodzą Bartolomeo d’Alviano zajęły w 1508 roku Gorycję, Triest i Fiume, odcinając tym samym Habsburgów od Adriatyku. Republika Św. Marka stała u szczytu swej potęgi, stając się równorzędnym partnerem wobec obcych mocarstw.

### Liga w Cambrai(1508–1510)
Potęga Wenecji stała się wkrótce solą w oku zarówno obcych mocarstw, jak i innych włoskich państewek. Do zagorzałych przeciwników Republiki zaliczał się papież Juliusz II (1503–1513), który uważał, że podstawą potęgi Kościoła powinna być również władza świecka jego głowy. Przywrócił on wkrótce swą zwierzchność nad ziemiami niedawnego państwa Cezara Borgii i chcąc odzyskać również tereny zagarnięte przez Wenecję rozpoczął starania o utworzenie szerokiej koalicji przeciw Republice. Starania te padły na podatny grunt, gdyż w tym samym czasie zarówno cesarz, jak i król Francji uznali Wenecję za jedyną siłę mogącą zaszkodzić ich własnym interesom w Italii. Już 10 grudnia 1508 w Cambrai Maksymilian i Ludwik XII zawiązali Ligę do walki z Republiką św. Marka. W marcu 1509 przystąpił do niej Juliusz II, a miesiąc później obłożył Wenecję ekskomuniką. Do Ligi przystąpiły również mniejsze państwa włoskie: Sabaudia, Ferrara, Mantua i Florencja. Poparcia koalicji udzieliły również Hiszpania, Anglia i Węgry. Liga mogła liczyć także na wsparcie szlachty oraz niektórych miast z ziem zajętych przez Wenecję – był to efekt polityki Republiki, która nie dzieliła się władzą z mieszkańcami Terrafermy. W tej krytycznej sytuacji Wenecja mogła liczyć tylko na neutralność swego najgroźniejszego wroga – Turcji. Liga była jedną z pierwszych, nowożytnych koalicji politycznych, w których głównym celem nie były formalne roszczenia do tronu lub dziedzictwa Republiki, ale czysta chęć zniszczenia i rozgrabienia potężnego sąsiada.
Pierwsze zaatakowały wojska francuskie i papieskie. Siłami weneckimi dowodzili kondotierzy Bartolomeo d’Alviano i Niccolò Orsini. Senat wenecki zobowiązał ich jednak do unikania walnej bitwy. Jednak 9 maja 1509 pod Agnadello straż tylna armii weneckiej została zaatakowana przez Francuzów. Dowodzący nią d’Alviano stanął do walki, podczas gdy Orsini z głównymi siłami nie przerwał marszu mimo wezwania na pomoc. Spowodowało to klęskę d’Alviano, który ranny dostał się do niewoli Ludwika XII. Orsini nie uratował dzięki swemu kunktatorstwu reszty armii – na wieść o klęsce tylnej straży znaczna część najemnych żołnierzy zdezerterowała, a pozostałe oddziały były zbyt słabe by stawić opór Francuzom i wycofały się do Wenecji. Wrogowie Republiki szybko opanowali niemal całą Terrafermę. Francuzi zajęli wenecką Lombardię, papież posiadłości w Romanii (Rawenna, Rimini), Hiszpanie odbili miasta w Apulii, cesarz natomiast tereny utracone w poprzednim roku oraz Friuli i część Veneto.
Przed całkowitym rozbiorem jej posiadłości Wenecję uratowały zręczna polityka rozbijania Ligi oraz powstania chłopskie, jakie ogarnęły Terrafermę. Zanim jednak negocjacje pokojowe nabrały tempa Wenecjanie nie czekali bezczynnie wobec działań militarnych przeciwnika. Mając znaczne zasoby pieniężne Republika dość łatwo odbudowała armię lądową i przeszła do kontrofensywy. Jeszcze latem 1509 roku zdołała odzyskać Padwę i rozbić armię markiza Mantui, a jego samego wziąć do niewoli. Wkrótce ruszyła z Tyrolu przeciw Wenecji armia cesarska, jednak i tym razem Wenecjanie odparli atak Habsburga, który mimo otrzymania posiłków francuskich nie zdołał zdobyć Padwy. Sukcesy te umożliwiły Republice stanąć do negocjacji pokojowych bez przymusu kapitulacji. Pierwszym, który postanowił skończyć wojnę z Republiką okazał się jej niedawny, nieprzejednany wróg – Juliusz II. Papież poniewczasie zdał sobie bowiem sprawę jak niebezpieczny dla Italii oraz samego Rzymu jest wzrost potęgi obcych monarchów i ich usadowienie się we Włoszech. Wenecja natomiast okazała się jedyną siłą zdolną stawić opór obcej inwazji. Pokój zawarto 24 lutego 1510 roku. Wenecja zrzekła się w nim zdobyczy w Romanii (Rawenna, Rimini i inne mniejsze miasta), zezwoliła na swobodną żeglugę na Adriatyku obywatelom Państwa Kościelnego i zabezpieczyła przywileje Kościoła w samej Republice.

### Liga Święta (1511–1513)
Pokój z papiestwem odciągnął wkrótce od wrogów Wenecji Hiszpanów (na rzecz których Wenecja zrzekła się swoich nabytków w Neapolu) i przyczynił się do zmontowania nowej koalicji – tym razem przeciw Francji. Tymczasem przeciw Wenecji wciąż działały wojska francuskie i cesarskie, zdobywając w maju 1510 roku Vicenzę. Skłoniło to Republikę do przystąpienia do sojuszu tworzonego przez papieża. Koalicja ta nazwana Ligą Świętą powstała oficjalnie w październiku 1511, a jej trzon stanowiły obok Rzymu (na służbę którego przeszli Szwajcarzy) Hiszpania i Wenecja. Pierwszy sukces Ligi miał charakter dyplomatyczny – w kwietniu 1512 roku zdołano zawrzeć rozejm między Wenecją i papiestwem a Maksymilianem Habsburgiem. Mimo tego osamotniona Francja zdołała zadać klęskę połączonym siłom koalicji w krwawej bitwie pod Rawenną (11 kwietnia 1512). W bitwie tej poległ jednak najwybitniejszy dowódca francuski we Włoszech, Gaston de Foix, a straty Francuzów okazały się na tyle duże, że nie byli oni w stanie podjąć ofensywy. Brak posiłków z Francji i marne talenty następców de Foix’a spowodowały szybką klęskę Francji w Italii. Dyplomacja papieska zdołała zaangażować Związek Szwajcarski i samego cesarza do oficjalnego wsparcia Ligi. Zmusiło to Ludwika XII do wycofania się z Mediolanu jeszcze w roku 1512. Klęska Francji szybko spowodowała rozdźwięki w Lidze. Wenecja chciała odzyskać wszystkie tereny w Lombardii jakie przed wybuchem wojny należały do niej, podczas gdy popierający papieża Szwajcarzy, którzy zajęli Mediolan chcieli jak najwięcej przekazać Maksymilianowi Sforza, synowi Ludwika Moro. Dodatkowym punktem zapalnym był spór między Wenecją a cesarzem, który na czas rozejmu wciąż kontrolował niektóre miasta Veneto, między innymi Weronę. Wszystko to spowodowało opuszczenie przez Wenecję Ligi Świętej i rozpoczęcie przez Republikę rokowań z Ludwikiem XII.

### Sojusz z Francją (1513–1516)

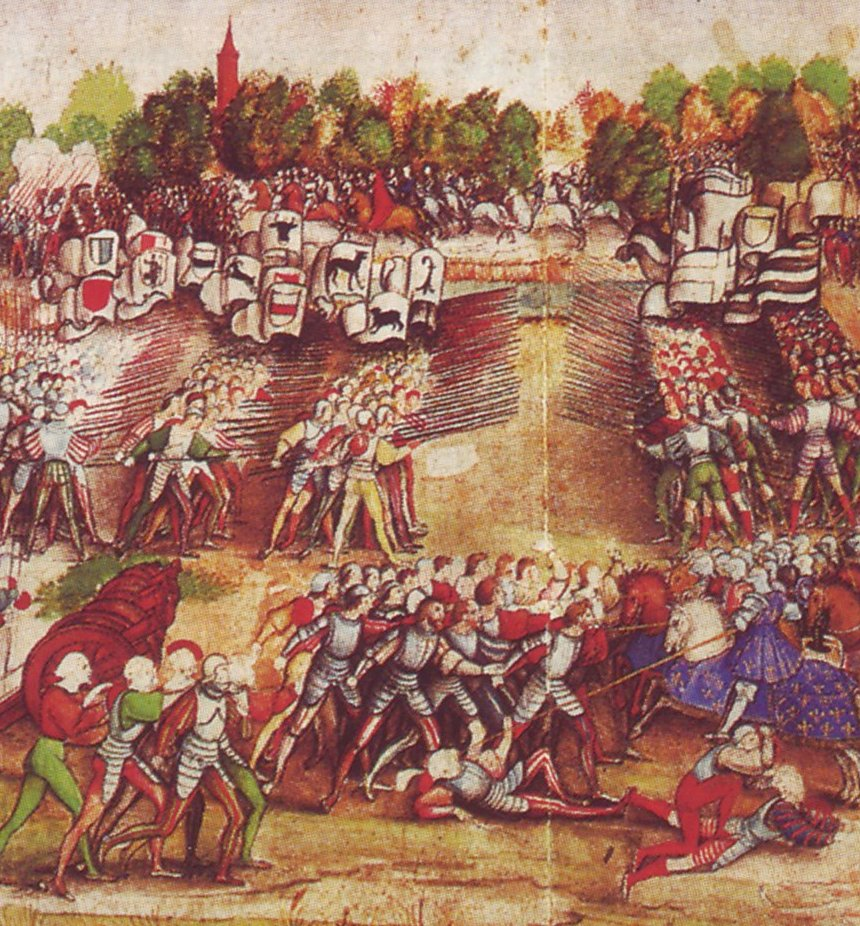
W bitwie pod Maringano wojska francusko-weneckie zmiażdżyły niezwyciężonych dotychczas Szwajcarów. Był to jeden z największych sukcesów militarnych w historii wojsk lądowych Wenecji.

Podpisując w marcu 1513 roku sojusz z Francją, Wenecja wznowiła wojnę z Mediolanem i cesarzem Maksymilianem. Gdy silna armia francuska uderzyła na Lombardię od zachodu, Wenecjanie zaatakowali od wschodu. Udało się im zająć Brescię, Cremonę i Legnano. Nie zdołali natomiast odbić Werony z rąk cesarskich. Ofensywa sojuszu załamała się jednak gdy wojska francuskie poniosły z rąk Szwajcarów, broniących Mediolanu, dotkliwą klęskę pod Novarą (6 czerwca 1513). Klęski Francuzów, których od północy zaatakował teraz król Anglii Henryk VIII, a w Burgundii Szwajcarzy pozostawiły Wenecję samej sobie. Przeciw Republice ruszyły wojska hiszpańskie i cesarskie pod wodzą Ramóna de Cardony. Wojska sprzymierzonych zajęły ponownie Brescię, Bergamo, Legnago, Este i Monselice, jedynie Padwa stawiła opór oblężeniu. Cardona wkroczył w głąb terytorium weneckiego, pod koniec września docierając do Mestre. Bez silnej floty nie był jednak w stanie zagrozić stolicy Republiki i rozpoczął odwrót. Dowodzone przez Bartolomeo d’Alviano wojska weneckie ruszyły za nim. 7 października pod Schio w pobliżu Vicenzy doszło do bitwy między wojskami weneckimi a hiszpańskimi. Mimo przewagi liczebnej wojska Republiki poniosły klęskę. Hiszpanie nie byli jednak w stanie wykorzystać tego zwycięstwa, a Wenecjanie nadal nie zamierzali zawierać pokoju na warunkach Ligi.
Wojnę w Italii wznowił następny król Francji, Franciszek I. Niedługo po objęciu tronu wkroczył z silnym korpusem do Italii i połączywszy się z wojskami weneckimi odniósł w dniach 13–14 września 1515 świetne zwycięstwo pod Marignano nad niezwyciężonymi dotychczas Szwajcarami. Walnie do zwycięstwa przyczyniła się lekka kawaleria wenecka, której szarża przełamała szyki szwajcarskie. Sukces ten oddał Francuzom Mediolan i spowodował wycofanie się Szwajcarii z aktywnej polityki w północnych Włoszech. Zwycięstwo francusko-weneckie ostudziło zapał Ligi i wkrótce, po nieudanej inwazji cesarskiej na Mediolan zawarto pokój w Brukseli (1516) na mocy którego cesarz uznał prawa francuskie do Mediolanu i weneckie do wszystkich miast terrafermy z wyjątkiem Cremony.

### Wznowienie wojen włoskich (1521–1529)
Śmierć Maksymiliana Habsburga (1519) spowodowała, że jego posiadłości austriackie i ostatecznie również tron niemiecki przypadły jego wnukowi Karolowi Habsburgowi, który już wcześniej został królem Hiszpanii. Ten wzrost potęgi domu austriackiego zaniepokoił Francję i stał się przyczyną kolejnej wojny, której teatrem były również północne Włochy, a stawką Księstwo Mediolanu. Wenecja zagrożona jednak przez postępy tureckie (w 1521 Turcy zdobyli Belgrad, twierdzę która strzegła drogi do środkowej Europy) znów zmieniła front i stanęła po stronie Habsburgów. Zmagania od początku przybrały dla Francji niekorzystny obrót, a kulminacją jej porażek była wielka klęska w bitwie pod Pawią (24 lutego 1525), w której do niewoli dostał się sam król Francji, Franciszek I. Włochy znalazły się pod całkowitą dominacją Habsburgów, ale gwałtowny wzrost ich potęgi spowodował nową zmianę przymierzy. Wenecja ponownie szukała zbliżenia z Francją i 22 maja 1526 przystąpiła do kolejnej Ligi Świętej (tzw. liga z Cognac) – antyhabsburskiego sojuszu Francji, papiestwa (Klemens VII), Mediolanu i Florencji. Liga prowadziła działania dość nieudolnie i wkrótce jej wojska doznały klęski pod Borgoforte koło Mantui. Zwycięskie wojska niemieckie, składające się głównie z protestanckich landsknechtów ruszyły na Rzym, który po śmierci swych dowódców zdobyły i przez kilka miesięcy roku 1527 doszczętnie splądrowały (słynne Sacco di Roma). Upadek renesansowego Rzymu i okrucieństwa temu towarzyszące wywołały powszechne oburzenie w całej Europie i jednocześnie stały się jednym z bodźców do zawarcia trwałego pokoju. Doraźnie Wenecja wykorzystała sacco di Roma zajmując ponownie Cervię i Rawennę. Francuzi dokonali jeszcze jednej, nieudanej inwazji na Italię, lecz po ich klęsce niekwestionowanym panem całych Włoch stał się Habsburg. Wkrótce Wenecja musiała zwrócić swoje zdobycze w Romanii – Karol V porozumiał się z Klemensem VII i w zamian za koronację cesarską przywrócił wszystkie terytoria Państwa Kościelnego (1529). Koronacja cesarska i kongres państw włoskich, jaki odbył się w roku następnym w Bolonii, utwierdziły supremację habsburską w całej Italii, gdzie pod kontrolą króla Hiszpanii i cesarza znalazły się Sycylia i Neapol, a wkrótce również Mediolan. Republika Wenecka wyszła z okresu wojen włoskich obronną ręką i jako jedyne państwo włoskie zachowała pełną suwerenność. Musiała jednak pogodzić się z utratą przodującej roli we Włoszech i skupić na obronie swych posiadłości wschodnich, coraz bardziej zagrożonych przez potęgę turecką.

## Republika wXVI wieku
Jakkolwiek pokój w Cambrai 1529 roku nie zakończył definitywnie zmagań między Francją i Habsburgami o dominację we Włoszech i w Europie, to w dalszych działaniach wojennych na terenie Italii Wenecja nie brała już czynnego udziału. Nowym wyznacznikiem polityki weneckiej stało się teraz rosnące zagrożenie tureckie. Wzrost potęgi osmańskiej na początku XVI wieku był bardzo wyraźny. Podbój Egiptu mameluków (1517–1521) przez sułtana Selima I uczynił z Turcji pierwszą potęgę we wschodniej części basenu Morza Śródziemnego. Turcy przejęli nie tylko miejsca święte islamu i chrześcijaństwa, ale również najważniejsze szlaki handlowe prowadzące z Europy do Indii. Ponieważ niemal jednocześnie rozpoczęła się epoka wielkich odkryć geograficznych, odwróciło to uwagę państw europejskich od spraw bliskowschodnich. Rozwój kontaktów z Nowym Światem i zmiana układu szlaków handlowych spowodowały, że Wenecja utraciła swój uprzywilejowany status, choć pozostała najbogatszym państwem śródziemnomorskim. Bogactwa Republiki obracane były jednak na ciągłą obronę z naporem tureckim oraz na zbytki coraz bardziej zamkniętej, rządzącej Republiką oligarchii kupieckiej, która coraz mniej zainteresowana była zmianą status quo. Spychało to (obok dominacji habsburskiej w Italii) Wenecję do defensywnej polityki zagranicznej i stało się ostatecznie jedną z przyczyn jej upadku.

### Wojny z Turcją
Od końca XV wieku Republika św. Marka zaangażowana była w walki w Italii i przez długi czas unikała konfliktu z coraz agresywniejszym Imperium Osmańskim. Wenecjanie nie przyszli wówczas z pomocą sojuszniczemu państwu Joannitów na Rodos, które Turcy zdobyli w 1522. Zwycięstwo tureckie pod Mohaczem w roku 1526 i związany z tym upadek Węgier wciągnęły do wojny z Imperium osmańskim Habsburgów. Skutkiem tego Republika Wenecka niejednokrotnie sprzymierzała się z państwami habsburskimi (Hiszpanią i Austrią) w walce ze wschodnim sąsiadem. Pierwsza taka wojna wybuchła w roku 1537 i była częścią szerszego konfliktu Austrii z Turcją (na Węgrzech) oraz sprzymierzoną z Turkami Francją (wojna o Mediolan). Wojnę rozpoczęła zarządzona przez Sulejmana Wspaniałego inwazja turecka na wyspę Korfu, której jednak Osmanowie nie zdołali zdobyć. Pod wrażeniem ataków floty tureckiej na Italię papież Paweł III zorganizował Ligę Świętą, w której obok Państwa Kościelnego wystąpiły razem Genua, Wenecja i Hiszpania. Flota sojusznicza pod dowództwem Andrea Dorii doznała jednak klęski w bitwie morskiej pod Prevezą (28 września 1538). Skutki tej porażki najbardziej odczuli Wenecjanie, którzy w roku następnym utracili swe ostatnie posiadłości na Peloponezie i Cykladach (z wyjątkiem wyspy Tinos). Traktat pokojowy zawarty między Wenecją a Turcją w roku 1540 zmusił Wenecję do uznania nabytków tureckich i zobowiązał do wypłaty 300 000 złotych dukatów trybutu.

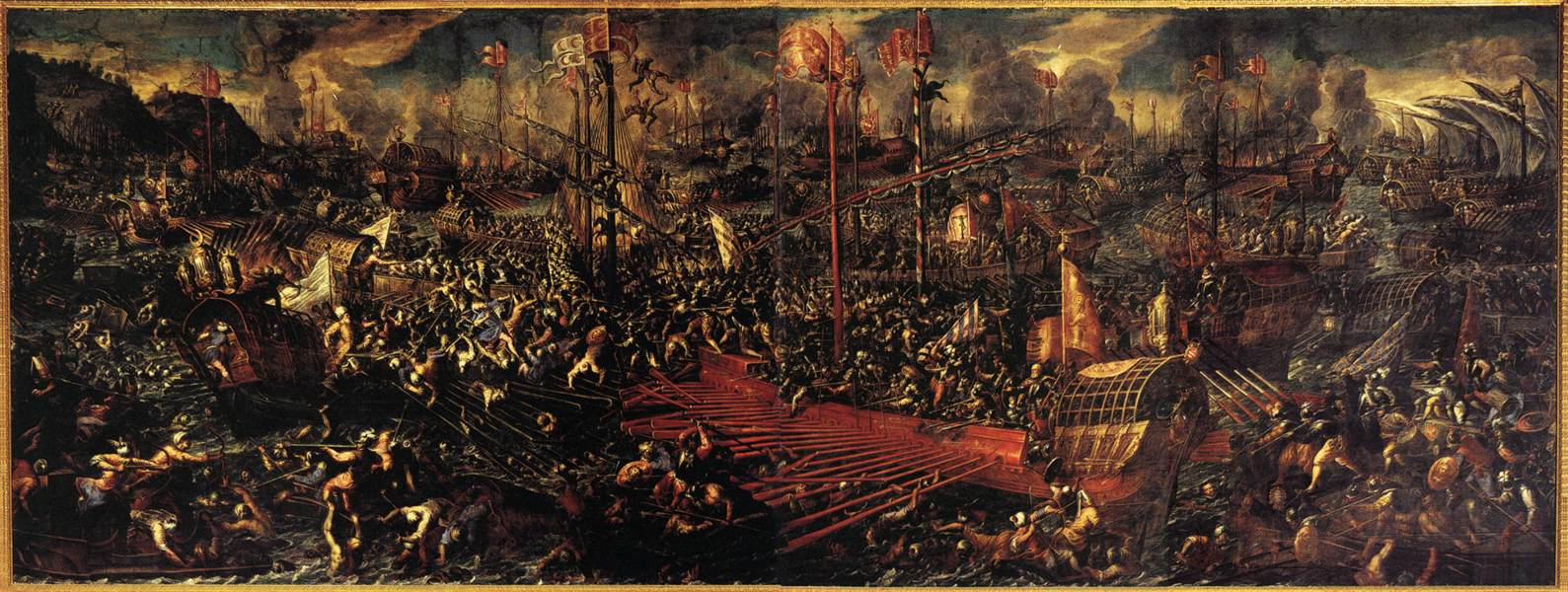
Bitwa pod Lepanto na obrazie weneckiego malarza Andrea Vicentino

Pokój z roku 1540 okazał się dość trwały i był kilkukrotnie przedłużany, ostatni raz w roku 1567. Jednak nowy (od 1566) sułtan Selim II chcąc podnieść swój prestiż zdobywcy postanowił opanować wenecki Cypr – jedną z najbogatszych posiadłości Republiki. Poselstwo tureckie wysłane do Wenecji w 1570 zażądało cesji wyspy na rzecz sułtana. Pewna poparcia innych państw chrześcijańskich signoria wenecka odmówiła żądaniom tureckim. 27 czerwca 1570 roku armia turecka dokonała inwazji Cypru. Wyspa została zajęta dość szybko – z wyjątkiem Famagusty, której bronił kilkutysięczny garnizon. Tymczasem na wezwanie papieża Piusa V w maju 1571 jeszcze raz sformowano Świętą Ligę (z udziałem Państwa Kościelnego, Hiszpanii, Wenecji, Genui, Sabaudii i Malty Joannitów). Połączona flota państw sprzymierzonych nie zdążyła dotrzeć do Cypru przed upadkiem Famagusty (1 sierpnia 1571), jednak 7 października 1571 w wielkiej bitwie pod Lepanto zdołała rozgromić flotę turecką. Zwycięstwo to – choć niewykorzystane militarnie – stało się początkiem zmierzchu potęgi morskiej Turcji.
Wojna była kontynuowana, choć już bez większych sukcesów ze strony Wenecji i jej sojuszników. Długa zima 1571/1572 uniemożliwiła podjęcie szerszej ofensywy na morzu. Tymczasem Turcy odbudowali część swej floty i jednocześnie zdobyli kilka ważnych twierdz weneckich w Dalmacji. Brak współdziałania ze strony weneckich sojuszników i niewielkie widoki na szybki sukces w wojnie zachęciły Republikę do szukania separatystycznego pokoju z sułtanem. Traktat pokojowy podpisano 7 marca 1573 roku w Stambule. Na jego mocy Wenecja zrzekła się Cypru i zapłaciła kolejne odszkodowanie w wysokości 300 000 złotych dukatów. W zamian Republika odzyskiwała utracone w trakcie wojny posiadłości w Dalmacji i ponownie mogła handlować w portach Imperium Osmańskiego. Aż do roku 1645 nie doszło do kolejnej wojny wenecko-tureckiej, choć przez cały XVI wiek flota wenecka musiała toczyć zażarte walki ze wspieranymi przez Osmanów berberyjskimi piratami.

## Upadek znaczenia i kres istnienia Republiki (XVII–XVIII wiek)
Przełom XVI i XVII wieku był dla Wenecji, jak i całych Włoch okresem względnego pokoju i przejściowej poprawy koniunktury gospodarczej. Republika Wenecka wciąż odgrywała wielką rolę w handlu, choć dostawy przypraw i innych towarów luksusowych z Indii były bardzo utrudnione ze względu na konkurencję portugalską (a od XVII wieku także holenderską). Pojawienie się nowych potęg handlowych na Oceanie Indyjskim przecinało tradycyjny szlak, którym wschodnie towary poprzez morza Czerwone i Śródziemne docierały za pośrednictwem Wenecji do Europy. Mimo powrotu prosperity Republika starała się nie mieszać do wielkiej polityki i stawała się państwem coraz bardziej defensywnym. Wyrażało się to zarówno w polityce zagranicznej, w której unikano konfliktów zbrojnych, jak i w polityce wewnętrznej, gdzie ugruntowana na swych pozycjach oligarchia nie dopuszczała nowych ludzi do władzy i uniemożliwiała jakiekolwiek próby reform ustrojowych i społecznych. Mimo tych negatywnych zjawisk Republika w wieku XVII i XVIII przeżywała wspaniały rozkwit kulturalny, gdy kultura włoska, w tym zwłaszcza muzyka i malarstwo, doby baroku i oświecenia raz jeszcze dała Europie plejadę wybitnych i uznanych artystów. Ten swoisty „eksport” talentów był udziałem również Wenecji.

### Republika Wenecka w walce z dominacją habsburską w pierwszej połowie XVII wieku
Zwycięstwo Hiszpanii w walce o dominację nad Italią zaważyło na historii Włoch w całym XVII stuleciu. Hiszpanie opanowali bezpośrednio Sardynię, Sycylię, Neapol i Mediolan, ale także pozostałe państwa: w tym Republika Genui i Państwo Kościelne, również musiały podporządkować się woli Madrytu. Jedynie dwa państwa włoskie: Księstwo Sabaudii-Piemontu i Republika Wenecka usiłowały prowadzić niezależną politykę. Przy czym dość uboga Sabaudia wciśnięta była między posiadłości hiszpańskie i francuskie, podczas gdy zdecydowanie bogatsza Wenecja leżała pomiędzy posiadłościami hiszpańskich i austriackich Habsburgów a zaborczą potęgą Imperium Osmańskiego. Determinowało to politykę obydwu państw. Sabaudowie lawirowali między Francją i Hiszpanią. Wenecja zaś często optowała za sojuszem z Francją przeciw Habsburgom, obawiając się przewagi tych ostatnich w Italii. Później jednak równie chętnie wybierała sojusz z Habsburgami gdy jej posiadłościom zagrażał ekspansjonizm turecki.

#### Wojna z Austrią (1615–1617)
Mimo starań zachowania neutralności XVII wiek był kolejnym, w którym Republika musiała walczyć w obronie swych posiadłości i handlu. Najpierw doszło do wojny z Austrią na tle grabieżczych wypraw uskoków. Uskokowie byli zbiegłymi z Turcji słowiańskimi mieszkańcami habsburskiej Chorwacji, którzy osiedlali się na pograniczu chorwacko-tureckim. Napadali oni nie tylko na posiadłości tureckie, ale również trudnili się korsarstwem na całym Adriatyku, co szczególnie godziło w handel wenecki. W wojnie tej Wenecja uzyskała pomoc władcy Sabaudii, Karola Emanuela, Austriaków wsparli natomiast Hiszpanie, którzy za pomocą intryg chcieli doprowadzić do upadku ustroju Republiki i zajęcia samej Wenecji. W polu silniejsi okazali się Wenecjanie: wprawdzie wojska cesarskie wkroczyły do Friuli, to jednak armie Republiki zajęły Gorycję i obległy ważną twierdzę Gradisca. Dzięki mediacji francuskiej zawarto pokój, na mocy którego Austriacy zobowiązali się nie chronić więcej uskoków, a ambasador hiszpański, który szykował w Wenecji przewrót został wydalony z Republiki (1617).

#### Wojna o Valtellinę (1624–1626)
Wkrótce jednak doszło do wznowienia walki z Habsburgami. Konflikt zaczął narastać na tle prawa przejścia przez ważną alpejską dolinę Valtellinę, która łączyła hiszpańską Lombardię z austriackim Tyrolem. Dolina leżała w Gryzonii, wówczas niezależnym związku gmin sprzymierzonym z Konfederacją Szwajcarską. Gryzonią targały konflikty religijne pomiędzy katolicką ludnością Valtelliny a protestanckimi Gryzonami rządzącymi krajem. Wykorzystali to Hiszpanie i w 1620 roku obsadzili dolinę swymi garnizonami. Wywołało to kryzys, gdyż przeciw tej interwencji stanęli zarówno Wenecjanie, Sabaudczycy, jak i Francuzi. Państwa te zawarły trójstronne przymierze stawiające sobie za cel przywrócenie kontroli Gryzonów nad doliną. Wprawdzie Hiszpanie wycofali swe wojska w zamian wpuszczając oddziały papieskie, ale nie zmieniło to faktu, że Valtellina była nadal używana przez Habsburgów jako połączenie ich posiadłości. Francuzi pod wodzą Ludwika XIII wkroczyli do Italii i mimo że po stronie Habsburgów stanęły Genua i Rzym, to konflikt zakończył się po myśli Wenecjan i ich sojuszników. Hiszpanie musieli ostatecznie zrezygnować ze swego nabytku (1626).

#### Wojna o sukcesję mantuańską (1628–1631)
Także obawy przed przewagą habsburską spowodowały, że w konflikcie o sukcesję mantuańską (1628–1631) Wenecjanie poparli kandydaturę francuską w Mantui. Konflikt ten miał tylko z pozoru znaczenie czysto dynastyczne: w tle znowu pojawił się spór o Valtellinę i o równowagę sił w Europie. Sprawa Mantui była tym ważniejsza, że w Niemczech trwała na dobre wojna trzydziestoletnia i zdobycie tego bogatego księstwa było ważne dla umocnienia się pozycji obozu habsburskiego. Wojna we Włoszech, która stała się w ten sposób częścią szerszego konfliktu okazała się znów sukcesem Francji (pomimo zwycięstw militarnych Habsburgów w tym regionie). Stało się to dzięki wkroczeniu Szwedów do Niemiec i odciągnięciu wojsk cesarskich z włoskiego teatru działań. Jednak Francja zawarła pokój nie oglądając się na interesy Wenecji (1631). Spowodowało to, że w następnych konfliktach Republika starała się nie popierać aktywnie żadnej ze stron.

### Wojny z Imperium Osmańskim (1645–1718)
Od czasu utraty Cypru władze Republiki Weneckiej starały się nie drażnić potężnego sąsiada na wschodzie, tym bardziej, im mocniej słabnący handel wenecki był uzależniony od przywilejów handlowych w Imperium Osmańskim. Na przełomie XVI i XVII wieku nie dochodziło do poważnych zatargów między Republiką a Wysoką Portą, głównie dzięki ostremu kryzysowi, w jaki weszło ówcześnie państwo tureckie. Umożliwiło to Republice wzięcie aktywnego udziału w rozgrywkach między Habsburgami i Francją do jakich doszło w tym czasie w Italii. Wojny te nie przyniosły jednak Wenecji wymiernych korzyści, choć zagrożenie definitywną dominacją ze strony Habsburgów widocznie minęło. Sytuacja dyplomatyczna na wschodzie wyraźnie pogorszyła się jednak w latach 30. XVII wieku, gdy w Turcji rządy objął energiczny i wojowniczy Murad IV. Sułtan ten skupił się wprawdzie na wojnie z Persją, ale po zwycięstwie nad wschodnim sąsiadem (1639) cała potęga Turcji mogła zostać użyta przeciw chrześcijanom.

#### Wojna kandyjska (1645–1669)
Ostatnią znaczącą posiadłością wenecką na wschodzie była Kreta, zwana przez Wenecjan od głównego jej portu Kandią. Pretekstem do ataku tureckiego stała się działalność piracka Kawalerów Maltańskich, którzy korzystali z portów kreteńskich jako bazy wypadowej ku wybrzeżom tureckim. Inwazja turecka rozpoczęła się w czerwcu roku 1645 od ataku na ważny port – Kaneę. Został on zdobyty po dwumiesięcznym oblężeniu. Czas ten umożliwił Wenecjanom dosłanie posiłków na wyspę i przygotowanie pozostałych twierdz, w tym Kandii do obrony. Po pierwszym sukcesie tureckim rozmach inwazji zdecydowanie osłabł. Turcy powoli niszczyli kolejne punkty oporu na Krecie, ale mimo znacznej przewagi liczebnej dopiero w roku 1648 rozpoczęli oblężenie ostatniego i najważniejszego miasta, czyli Kandii. Przy czym oblężenie to było prowadzone na tyle nieudolnie, że Wenecjanie mogli przesyłać do twierdzy niezbędne posiłki. Przez to walka o ten port miała przeciągnąć się na ponad 20 lat.
Przedłużające się oblężenie Kandii dało Wenecjanom nadzieję na zmuszenie Turków do odwrotu. Plan ofensywy weneckiej zakładał zniszczenie floty tureckiej i takie zagrożenie Stambułu, które zmusiłoby Turków do ustąpienia z Krety. Flota wenecka zaczęła odnosić wówczas sukcesy: pokonano Turków m.in. w bitwach pod Foça (12 maja 1649) i pod Paros (10 lipca 1651), gdzie Lazzaro Moceni zniszczył całą napotkaną eskadrę turecką. Kolejna ofensywa wenecka w roku 1656 zakończyła się zajęciem wysp Tenedos i Lemnos, które stały się punktami wypadowymi na Dardanele. Jednak próba sforsowania Dardaneli podjęta rok później nie powiodła się, choć Wenecjanie znów zniszczyli flotę nieprzyjaciela. Były to jednak ostatnie znaczące sukcesy Republiki w tej wojnie. Wielki wezyr Mehmed Köprülü odbudował turecką flotę, przywrócił w armii dyscyplinę i w roku 1659 rozpoczął ofensywę turecką. Odbił z rąk weneckich Tenedos i Lemnos i uniemożliwił dalsze ataki weneckie na Dardanele. Wenecjanie z coraz większym trudem posyłali pomoc oblężonej Kandii i mimo pomocy francuskiej i habsburskiej oraz drobnych sukcesów militarnych w Dalmacji zwycięstwo Republiki było coraz mniej prawdopodobne. Los Krety został przesądzony. Sytuacja obrońców pogorszyła się gdy Turcy zakończyli w 1664 wojnę na Węgrzech i cały swój wysiłek wojenny skierowali przeciw Kandii. Po licznych szturmach, podkopach i ciągłym bombardowaniu miasto zostało zmuszone do poddania się 4 września 1669. Po tej porażce osamotniona Republika zmuszona była podpisać pokój, w którym zrzekła się pretensji do Krety. Wojna kandyjska równie mocno jak terytorialnie osłabiła Republikę finansowo. Wieloletni wysiłek militarny w walce ze znacznie potężniejszym przeciwnikiem zachwiał równowagą gospodarczą Wenecji i przyczynił się do jeszcze większego upadku znaczenia miasta.

#### Wenecja w wojnie Ligi Świętej (1684–1699)
Klęska w wojnie kandyjskiej kazała Wenecji szukać porozumienia z Turcją, z którą samotnie Republika nie mogła się mierzyć. Pokój z Osmanami był tym bardziej korzystny, że Turcy odnowili kontakty handlowe z Wenecją i po zajęciu Krety skierowali swą ekspansję na północ. Dlatego też walcząca z potęgą turecką Polska na próżno usiłowała zawrzeć z Wenecją antyturecki sojusz (1679–1680). Dopiero atak turecki na Austrię i wielkie zwycięstwo połączonych sił polsko-niemieckich pod wodzą Jana III Sobieskiego w trakcie odsieczy wiedeńskiej (1683) przywróciły oligarchii weneckiej chęć do rewanżu na Turkach. W roku 1684 została powołana Liga Święta, do której oprócz Austrii, Polski i Wenecji przystąpił papież, a później również Rosja. Celem Ligi była wspólna walka z Turcją aż do całkowitego zwycięstwa i wspólnego zawarcia pokoju. Nie określono natomiast w pakcie szczegółów współpracy militarnej, co w praktyce przełożyło się na słabe współdziałanie członków Ligi. Mimo że głównym teatrem działań wojennych pozostały Węgry, to także Rzeczpospolita Wenecka odniosła sporo sukcesów w walce z Turkami. Wenecjanie dość łatwo uzyskali przewagę na morzu i zniszczyli bazy korsarzy tureckich (1684). Wykorzystując powstanie ludności greckiej opanowali Peloponez (Moreę), Attykę oraz Lepanto i część drobniejszych wysp u wybrzeży greckich (1685–1687). Jednak wybuch wojny na zachodzie między Francją Ludwika XIV a Habsburgami odciągnął tych ostatnich od walki z Turcją, co umożliwiło Osmanom otrząśnięcie się z klęsk i konsolidację swych sił. W kolejnych latach Turcy odbudowali część swej floty i Wenecjanie po nieudanym ataku na Kretę musieli przejść do defensywy.
Długoletnie zmagania zakończyły się dopiero pokojem w Karłowicach podpisanym 26 stycznia 1699. Na jego mocy Wenecja otrzymała Peloponez, kilka wysp na Morzu Jońskim oraz pas ziem w Dalmacji z ważną twierdzą Kotor. Nie udało się natomiast Wenecji odzyskać najcenniejszej ze swych utraconych posiadłości – Krety. Mimo tego wojna Ligi świętej była ostatnim sukcesem militarnym w historii Republiki, choć opłaciła go ona wielkim wysiłkiem militarnym i finansowym.

#### Wojna peloponeska (1714–1718)
Zdobycze przyznane Wenecji pokojem karłowickim okazały się niewspółmiernie małe w stosunku do poniesionych przez Republikę kosztów. Peloponez był ubogą, zdewastowaną rządami tureckimi i wojną prowincją. Granice lądowe z Turcją bardzo się wydłużyły, a Wenecja nie miała środków by wzmocnić obronę nowo zdobytych terytoriów. Ponadto władze Republiki szukając oszczędności zlekceważyły pokonaną Turcję, uznając ją za niezdolną do wojny zaczepnej. Tymczasem Imperium Osmańskie pod rządami „europejskiego” Ahmeda III zdołało pokonać Rosję (1711) i wkrótce zaatakowało posiadłości weneckie na Peloponezie (grudzień 1714). W ciągu dwóch miesięcy 1715 roku Turcy zmiażdżyli opór wenecki w Morei, opanowali ostatnie bazy weneckie na Krecie i Morzu Egejskim i zmusili słabą flotę wenecką do wycofania się na Korfu. Republika usiłowała wezwać do pomocy sojuszników z niedawnej Ligi, ale Polska zniszczona w toczącej się wojnie północnej straciła znaczenie, a Austria odzyskiwała dopiero siły po długiej wojnie o sukcesję hiszpańską (1701–1714). W końcu cesarz Karol VI Habsburg zgodził się pomóc Wenecji, w zamian jednak zażądał otwarcia żeglugi i handlu na Adriatyku (1716). Austriacy zdołali dość szybko przełamać linie obronne Turków, Wenecjanie w tym czasie odparli atak turecki na Korfu i wkrótce przeszli do ofensywy w Dalmacji i Albanii. Mimo tego podpisany w roku 1718 pokój w Pożarewacu był korzystny głównie dla Austrii, która zagarnęła ziemie nad dolnym Dunajem. Wenecja zaś musiała pogodzić się ze wszystkimi stratami w Grecji, zadowalając się niewielkimi nabytkami na pograniczu dalmatyńskim. Wojna ta była ostatnim konfliktem wenecko-tureckim i w ogóle ostatnią wojną prowadzoną przez Republikę Św. Marka.

Giovanni Battista Tiepolo, Neptun ofiaruje skarby mórz Wenecji. Alegoria przedstawiająca źródło potęgi i bogactwa Republiki.

### Republika neutralna (1718–1789)
Pokój pożarewacki ostatecznie zepchnął Wenecję do roli państwa drugorzędnego i unaocznił rządzącym Republiką oligarchom słabość militarną państwa. Nie przyczyniło się to jednak do prób zreformowania państwa. Elita władzy, wciąż dostatnia i doskonale radząca sobie w utrzymaniu swej przewagi politycznej i majątkowej nie była zainteresowana zmianami. Dlatego też w XVIII wieku wenecka polityka międzynarodowa polegała na zachowaniu ścisłej neutralności i bierności wobec toczących się konfliktów. Czyni to ówczesną sytuację Wenecji podobną do tej, która wytworzyła się w tym samym czasie w Rzeczypospolitej Obojga Narodów. Neutralność, którą udało się zachować Republice do końca XVIII wieku, nie przyczyniła się jednak do odbudowy znaczenia Wenecji na morzach. Nie gwarantowała też bezpieczeństwa, zwłaszcza ze strony Austrii, która w tym czasie wielokrotnie naruszała niezależność Republiki. Austriaccy Habsburgowie po przejęciu Mediolanu (1714) i Toskanii (1737) stali się hegemonem północnej Italii. Ich pozycję względem Wenecji umacniał rozwój Triestu, który będąc portem wielkiego państwa czerpał zyski z pośrednictwa w handlu z Europą Środkową. Natomiast pozbawiony wsparcia ze strony floty wojennej handel Republiki chylił się ku upadkowi i nawet ogłoszenie miasta wolnym portem (1735) nie zmieniło tej sytuacji. Przejęcie handlu adriatyckiego przez Triest przyczyniło się do upadku stoczni weneckich i nawet w walce z piratami z Tunisu flota Republiki okazała się bezsilna. Wenecja była też jednym z nielicznych miast europejskich, które w ciągu XVIII wieku nie zwiększyły, a zmniejszyły liczbę ludności.
Mimo tych niekorzystnych tendencji Wenecja pozostała wielkim ośrodkiem kultury i sztuki promieniującej na całą Europę. Wenecjanie przodowali zwłaszcza w malarstwie (Canaletto, Giovanni Battista Tiepolo), muzyce (Tomaso Albinoni, Antonio Vivaldi, Alessandro Marcello) i teatrze (Carlo Goldoni). Była też Wenecja jednym z pierwszych miast korzystających z narodzin turystyki (Grand Tour). Do miasta świętego Marka przybywali podróżnicy z całej Europy by poczuć atmosferę słynnych weneckich karnawałów i trwonić pieniądze na koncerty, operę, teatr czy kurtyzany. Pojawiające się w dobie oświecenia nowe prądy umysłowe tylko w niewielkim stopniu były odzwierciedlone w projektach przebudowy ustroju państwa. Terraferma, której ludność nie brała udziału w zarządzaniu państwem stawała się wówczas coraz bogatsza i ludniejsza, a mimo to wciąż podlegała eksploatacji ze strony podupadającej metropolii. Ten stan rzeczy usiłował piętnować zarządca terrafermy Marco Foscarini. Gdy jednak na rok przed śmiercią został dożą (1762) jego poglądy były już zdecydowanie bardziej konserwatywne i niedoszły reformator przyczynił się do upadku oświeceniowego periodyku Gazzetta Veneta, który wychodził od roku 1760. Wśród oligarchii wciąż panowała zmowa milczenia, która zakazywała jakiejkolwiek dyskusji nad ustrojem „wiecznej republiki”. Kolejne nieudane próby podjęcia walki o reformy wychodziły ze strony elity prowincjonalnej. Podejmowali je między innymi Scipione Maffei z Werony, kardynał Angelo Querini z Brescii, a w latach 1779–1780 także Giorgio Pisani i Carlo Contarini.

### Upadek Republiki (1789–1797)
Gdy w roku 1789 we Francji wybuchła rewolucja, jej idee i hasła szybko przeniknęły do Wenecji rządzonej przez niewielką i despotyczną grupę możnych. Toteż, gdy w czasie wojny z Austrią Napoleon Bonaparte przekroczył granice Republiki, witany był tam początkowo jako wyzwoliciel. Z jednej strony Napoleon zażądał przeprowadzenia demokratycznych reform w państwie, z drugiej w trakcie negocjacji z Austrią chciał poświęcić Wenecję w imię interesów Francji. Na żądanie Bonapartego 12 maja 1797 Wielka Rada w czasie burzliwego posiedzenia olbrzymią większością głosów obaliła tysiącletni porządek Republiki, powołując prowizoryczny rząd ludowy, zaś 15 maja 1797 abdykował doża Ludovico Manin. Nie zmieniło to jednak losu bezsilnej już Wenecji, która padła ofiarą zaborczej polityki wielkich mocarstw. Na podstawie układu w Campo Formio, zawartego 17 października 1797 pomiędzy Francją i Austrią, zachodnią część Terrafermy (Lombardia wenecka) włączono do zależnej od Francji Republiki Cisalpińskiej, natomiast całe Veneto z Wenecją włącznie oraz posiadłości Republiki w Dalmacji przeszły pod panowanie Austrii. Był to koniec najdłużej istniejącej republiki w historii.